# دانيلو بيريرا
دانيلو لويس هيليو بريرا (بالبرتغالية: Danilo Luís Hélio Pereira) هو لاعب كرة قدم برتغالي في مركز الوسط ولد في 9 سبتمبر 1991 في مدينة بيساو في غينيا بيساو، يلعب حاليًا مع نادي الاتحاد السعودي وسبق له اللعب مع نادي باريس سان جرمان ، كما لعب مع منتخب البرتغال لكرة القدم ويبلغ طوله 188 سم.

## وصلات خارجية
- دانيلو بيريرا على موقع الاتحاد الدولي (مؤرشف)  (الإنجليزية)
- دانيلو بيريرا على موقع الاتحاد الأوربي (الإنجليزية)
- دانيلو بيريرا على موقع إي إس بي إن إف سي (الإنجليزية)
- دانيلو بيريرا على موقع قاعدة بيانات كرة القدم.إي يو (الإنجليزية)
- دانيلو بيريرا على موقع ليكيب (الفرنسية)
- دانيلو بيريرا على موقع ناشيونال فوتبول تيمز (الإنجليزية)
- دانيلو بيريرا على موقع Soccerbase.com (لاعب) (الإنجليزية)
- دانيلو بيريرا على موقع Soccerway.com (الإنجليزية)
- دانيلو بيريرا على موقع عالم كرة القدم.نت (الإنجليزية)
- دانيلو بيريرا على موقع كووورة

- دانيلو بيريرا على موقع فوتبول زيت زيت